# Деканат м. Тернополя — Східний УГКЦ
Деканат (Протопресвітеріат) м. Тернополя — Східний  Тернопільсько-Зборівської архієпархії УГКЦ — релігійна структура УГКЦ, що діє на території міста Тернополя Тернопільської області України.

## Декани
Деканат (Протопресвітеріат) м. Тернополя — Східний очолює протопресвітер о. Роман Ваврух, адміністратор храму Зарваницької Божої Матері (м. Тернопіль).

## Парафії деканату
У деканаті є 11 парафій.
| Парафії                                        | Населені пункти                          | Парохи | Світлини |
| ---------------------------------------------- | ---------------------------------------- | --- | -------- |
| Успіння Пресвятої Богородиці                   | с. Гаї-Шевченківські                     | о. Іван П'єхота |          |
| Зарваницької Божої Матері                      | вул. Євгена Петрушевича, 1А, Старий парк | о. Роман Ваврух (протопресвітер), о. Тарас Римар (сотрудник), о. Йосафат Савран (сотрудник)                                       |          |
| Святого архістратига Михаїла                   | вул. 15 Квітня                           | о. Ярослав Онищук (парох). о. Василь Дишкант (сотрудник), о. Роман-Любомир Кузьменко (сотрудник), о. Павло Старицький (сотрудник) |          |
| Покладення Ризи Пресвятої Богородиці           | пр-т Злуки                               | о. Роман Загородний |          |
| Пресвятої Трійці                               | вул. Андрія Чайковського, 1А             | о. Ілля Довгошия (парох), о. Іван Січкарик (сотрудник), о. Олег Харишин (сотрудник)                                               |          |
| Святого апостола і євангеліста Івана Богослова | пр-т Злуки                               | о. Іван Козій (парох), о. Василь Дубець (сотрудник), о. Роман Загородній (сотрудник)                                              |          |
| Різдва Івана Хрестителя                        | вул. Олександра Довженка, 9А             | о. Андрій Івасечко (парох), о. Олег Хортик (сотрудник)                                                                            |          |
| Святого Духа                                   | вул. Генерала Мирона Тарнавського        | о. Іван Рудий (парох), о. Олег Каратнюк (сотрудник)                                                                               |          |
| Всіх святих українського народу                | вул. 15 Квітня, 37А                      | о. Іван Гуня (парох), о. Володимир Гринда (сотрудник), о. Роман Чубара (сотрудник)                                                |          |
| Святого пророка Іллі                           | вул. Бродівська                          | о. Василь Корендій |          |
| Святого апостола Петра                         | вул. Володимира Великого                 | |          |
| Вознесіння Господнього                         | вул. Львівська                           | о. Василь Шафран |          |